# ハンス・トリッペル
ハンス・トリッペル (ドイツ語: Hans Trippel,  1908年7月19日 - 2001年7月30日) は、ドイツの自動車技術者である。水陸両用車の開発に心血を注いだ事で知られる他、メルセデス・ベンツ 300SLに採用されたガルウィングドアの考案者としても知られる。

## 経歴
1908年7月19日にグロース＝ウムシュタットで生誕。独学で自動車技術を学び、1932年に馬小屋で車作りを始めた。最初に製作したのは、市販のDKW製シャーシに自作のアルミ製車体を乗せた水陸両用車で、トリッペルはこの車を"Land-Wasser-Zepp" (ラントワッサ・ゼップ) と名づけ、地上と水上での走行テストを行った。
1934年にはアドラー・トランプ・ジュニアを改造し、スーパーチャージャー付きエンジンを搭載したレーシングカーを製作してレースに出場し、その後の数年間で6回の優勝を記録した。また、1935年には同じくアドラーを改造したオフロード能力のある水陸両用車を製作した。
トリッペルは1930年頃からナチスの突撃隊に参加しており、1936年10月にはベルリンに招待され総統官邸の中庭でヒトラーに自身の製作した水陸両用車を披露した。当時のドイツは再軍備宣言により兵器開発を積極的に進めており、トリッペルは10,000ライヒスマルクの助成金を受け取る事になった。トリッペルはホンブルクの古い食肉工場を買い取って自動車工場に改装し、ここでドイツ国防軍向けの水陸両用車の開発を始めた。この結果開発された"SG6"はドイツ軍から20台の受注を獲得し、1937年から1940年にかけて製造された。
1938年にトリッペルはSG6を同盟国であるイタリア軍に売り込もうとし、宣伝のためナポリからカプリ島までをSG6で浮航移動した。また、民間向けスポーツ車として"SK8"と呼ばれるモデルを開発し、1939年にベルリンで開催された自動車展示会では、SG6とSK8は大きな注目を集めた。
1940年にドイツ軍はフランスに侵攻し、フランス東部を直接占領する事となった。当時アルザスのモルスハイムにはブガッティの自動車工場があったが、ドイツ侵攻に伴いエットーレ・ブガッティらはパリ近郊のルヴァロアに疎開したため、トリッペルはこの工場の責任者に抜擢された。この頃、トリッペルは突撃隊幕僚長のヴィクトール・ルッツェとの意見の相違から突撃隊を離れ、親衛隊に加入していた。
1941年1月に、元ブガッティのモルスハイム工場にトリッペルの名を冠した"トリッペル・ヴェルケ" (Trippel-Werke GmbH) が設立され、SG6の改良モデルの生産が開始された。このモデルはSG6/41と呼ばれており、先に生産された車両はSG6/38として区別されている。
1942年にはプロパガンダ目的でSG7と呼ばれるサンルーフ付きセダンタイプの車両が開発された。また、水陸両用の装甲車としてE3と呼ばれるモデルの開発も行われたが、この頃にはフェルディナンド・ポルシェの開発したTyp 166 シュビムワーゲンが軍向けの水陸両用車として広く導入され成功していた事もあり、トリッペルの名声と評価は次第に低下していった。
1944年6月にトリッペルは親衛隊名誉リングを授与されているが、同じ頃にハインリヒ・ヒムラーは軍需部門担当のエアハルト・ミルヒに対し、トリッペルを工場責任者の職から異動させるよう命じている。戦争の末期にはモルスハイムの工場も被害を受け、生産設備の一部がズルツ・アム・ネッカーの地下の石灰採掘用トンネルに移転する事となった。この時トリッペルの元で労働に従事していたのは強制収容所の囚人がほとんどであり、彼らは生命を脅かすような劣悪な環境で働かされる事となり、この事は戦後トリッペルが戦犯として裁かれる要因ともなった。
終戦時、トリッペルはバイエルンでアメリカ軍によって身柄を拘束され、フランスに引き渡された。フランスでの裁判でトリッペルには人道に対する罪として懲役5年と罰金20,000ライヒスマルクが言い渡された。トリッペルは約3年後の1948年12月頃に釈放されたが、このとき彼は850万ライヒスマルクの借金を抱えていた。1949年12月にトリッペルの非ナチ化の手続きが裁判所で行われた。この頃にトリッペルはトロッシンゲンで製紙業を営みシュトゥットガルト商工会議所の会長でもあるフリッツ・キーンの娘と結婚した。
トリッペルはキーンと共にヴュルテンベルク＝ホーエンツォレルン州政府からの融資を受け、荒廃していたカイロン・ヴェルケの工場事業を引き継ぎ、そこで小型車の開発を行った。カイロンで開発したSK10と呼ばれるモデルは展示会での反響は悪くなかったものの商業的には成功せず、キーンとの協力関係は1951年には早くも破綻し、キーンの娘とも離婚した。
カイロン・ヴェルケを離れた後もトリッペルは自動車開発を諦めず、シュトゥットガルトで新会社を興したが、10台のSK10が売れた時点で破産した。1953年にはフランス人実業家がトリッペルの水陸両用車技術を使いたいとして協力を申し出、シボレー・コルベットのFRP製車体の設計に携わった技術者と共に"トリッペル・コルセア"というモデルを製作したが、この事業も程なく資金難となり、トリッペルはシュトゥットガルトに戻りコルセアの改良を続けた。
1957年にはフリッツ・ワイドナーとラインホルト・ワイドナー兄弟の経営するワイドナー自動車工場がトリッペルの設計した車を"ワイドナー・コンドル"として販売したが、競合する車種との競争に勝てず200台の生産に終わった。
1958年にトリッペルはEurocar GmbHを設立し、シュビムワーゲン・アリゲーターと呼ばれる新車種を発表した。1961年には実業家のハラルト・クヴァントと共にアンフィカーの量産事業が始まり、これは約3,800台を販売し、トリッペルの手がけた車種としては最も成功したものとなった。
しかしトリッペルはアンフィカーの成功に満足しておらず、ドイツ連邦軍向け水陸両用車コンサルタント事業などを行いながら、引き続き水陸両用車の開発を続けた。1990年、トリッペルが最後のプロトタイプを製作したとき、彼は81歳であった。トリッペルは2001年7月30日にヘッセン州エアバッハで亡くなった。